# أحمد خليفة الكعبي
أحمد خليفة الكعبي (15 سبتمبر 1996) هو لاعب كرة قدم عماني، مُحترف يلعب في مركز الظهير الأيسر لنادي النهضة والمنتخب العماني.

## المهنة
بدأ أحمد الكعبي  مسيرته الاحترافية مع النادي العماني النهضة في عام 2014. حيث ساعد النادي في الفوز بكأس السوبر العماني 2015، ودوري عمان المحترف 2022–2023 وكأس السلطان قابوس 2022–2023. كما سجل هدفًا في المباراة التي فاز فيها النهضة باللقب في 20 مايو 2023. وفي 6 يوليو 2023، جدد عقده مع النهضة بعد موسمهم الناجح.

## المنتخب الوطني
استُدعي الكعبي لأول مرة إلى المنتخب العماني الأول في مباراة ودية انتهت بفوز عمان 2-1 على طاجيكستان في 13 ديسمبر 2018، وإلى المنتخب الوطني لبطولة كأس الخليج العربي 24، وللمنتخب الوطني لبطولة كأس آسيا 2023.

## الجوائز[8]
- دوري عمان المحترف: 2022–23

- كأس السلطان قابوس: 2022–23

- كأس السوبر العماني: 2014–15